# Ольховец (Львовская область)
Ольховец (укр. Вільховець) — село в Бобрской городской общине Львовского района Львовской области Украины.
Население по переписи 2001 года составляло 335 человек. Занимает площадь 1,94 км². Почтовый индекс — 81227. Телефонный код — 3263.